# Gymnelus obscurus
Gymnelus obscurus är en fiskart som beskrevs av Chernova 2000. Gymnelus obscurus ingår i släktet Gymnelus och familjen tånglakefiskar. Inga underarter finns listade i Catalogue of Life.